# Cairo (Virginia Occidental)
Cairo es un pueblo ubicado en el condado de Ritchie en el estado estadounidense de Virginia Occidental. En el Censo de 2010 tenía una población de 281 habitantes y una densidad poblacional de 223,24 personas por km².

## Geografía
Cairo se encuentra ubicado en las coordenadas 39°12′26″N 81°9′13″O / 39.20722, -81.15361. Según la Oficina del Censo de los Estados Unidos, Cairo tiene una superficie total de 1.26 km², de la cual 1.22 km² corresponden a tierra firme y (2.88%) 0.04 km² es agua.

## Demografía
Según el censo de 2010, había 281 personas residiendo en Cairo. La densidad de población era de 223,24 hab./km². De los 281 habitantes, Cairo estaba compuesto por el 100% blancos, el 0% eran afroamericanos, el 0% eran amerindios, el 0% eran asiáticos, el 0% eran isleños del Pacífico, el 0% eran de otras razas y el 0% pertenecían a dos o más razas. Del total de la población el 0% eran hispanos o latinos de cualquier raza.